# Maria Teresa Cassini
Maria Teresa Cassini (Ventimiglia, 15 luglio 1916 – Alassio, 20 dicembre 2009) è stata un'aviatrice italiana, una delle pioniere dell'aeronautica femminile in Italia..

## Biografia
Pioniera del volo consegue il brevetto di primo grado nel 1935, a soli 19 anni, su un Caproni Ca.100 Idro, versione idroaddestratore del celebre "Caproncino".
Nel dopoguerra, ai comandi dell'AVIA FL.3 di proprietà del costruttore Francis Lombardi, partecipa a numerose competizioni ricavandone successi sempre e soltanto con equipaggi femminili. Molto amica della contessa Carina Massone Negrone anche lei pioniera del volo con all'attivo numerosi record aerei.